# 小行星4782
小行星4782（4782 Gembloux）是一颗绕太阳运转的小行星，为主小行星带小行星。该小行星于1980年10月14日发现。

## 轨道参数
小行星4782的轨道半长轴为2.8367393 UA，离心率为0.076。